# Linköping HC Dam
 Linköping HC Dam är damishockeysektionen inom Linköping HC. Sektionen grundades våren 2006 och sedan dess har man blivit svenska mästare 2 gånger. Laget spelar sina hemmamatcher i Stångebro Ishall som rymmer 4 700 åskådare.

## Historik
Våren 2006 beslutade Linköping HC att satsa på att bli bäst i Sverige i damishockey. Laget slutade fyra i Riksserien 2008, åkte ut i kvarten 2009, slutade fyra 2010 och tog sedan brons 2011.
2014 blev laget svenska mästare och försvarade guldet även 2015 då man besegrade AIK i två raka finalmatcher. Detta efter att spelat en säsong med endast en förlust på hela säsongen. Förlusten kom mot Leksand i första semifinalen efter förlängning.

### Fotnoter
1. ↑  ”Kim Martin blir sportchef för LHC”. Sveriges Television. 20 maj 2015. https://www.svt.se/sport/ishockey/kim-martin-blir-sportchef-for-lhc/. Läst 28 maj 2018.
2. ↑  ”Östling lämnar Brynäs - för Linköping”. Aftonbladet. 13 april 2017. https://www.aftonbladet.se/sportbladet/hockey/a/RgR2a/ostling-lamnar-brynas-for-linkoping. Läst 28 maj 2018.
3. ↑  ”LHC Dam ska bli bäst i Sverige!”. Linköpings HC Dam. 5 mars 2011. Arkiverad från originalet den 19 mars 2014. https://web.archive.org/web/20140319234011/http://www.lhc.eu/women.php?menu=22. Läst 16 oktober 2011.